# Pioneer P-31
La Pioneer P-31 (chiamata anche Atlas-Able 5B o Pioneer Z) era una sonda spaziale statunitense, facente parte del programma Pioneer, destinata ad orbitare attorno alla Luna e andata distrutta poco dopo il lancio. Lo scopo della missione era quello di posizionare una sonda ricca di strumentazione scientifica per studiare l'ambiente tra la Terra e la Luna e per testare e sviluppare le tecnologie necessarie per controllare e manovrare sonde spaziali da terra. La P-31 era equipaggiata con sistemi in grado di riprendere immagini ravvicinate del nostro satellite naturale, stimarne la massa, ottenere mappe topografiche dei poli, registrare la distribuzione e la velocità di micrometeoriti e studiare radiazioni, campi magnetici ed onde elettromagnetiche nello spazio. A bordo della sonda era ospitato anche il primo sistema statunitense di propulsione a razzo atto a funzionare anche per diversi mesi dopo il lancio e necessario a correggere la rotta della Pioneer P-31.

## La sonda
La P-31 fu virtualmente identica alla precedente Pioneer P-30, che fu anch'essa un fallimento. Il corpo principale possedeva la forma di una sfera di 1 metro di diametro, con il sistema di propulsione montato sul fondo che portava l'altezza principale della sonda a 1,4 metri. La massa della struttura e della copertura in lega di alluminio era di circa 30 kg, mentre l'unità propulsiva pesava circa 90 kg. L'alimentazione elettrica per il funzionamento della macchina era fornita da quattro pannelli solari, ognuno grande 60x60 cm e contenenti 2.200 celle fotovoltaiche, i quali si estendevano dai lati del rivestimento sferico per una lunghezza totale di 2,7 metri e ricaricavano delle batterie al nichel-cadmio. L'interno della sonda era occupato per la maggior parte da un grande serbatoio sferico di idrazina, sormontato da due piccoli serbatoi di azoto, anch'essi di forma sferica, e da un razzo frenante, che rallentava la sonda prima dell'immissione nell'orbita lunare e in grado di essere spento e riacceso più volte durante il volo. Collocato sul fondo della sfera c'era un razzo verniero che poteva essere acceso quattro volte e che doveva essere utilizzato per le correzioni di rotta durante il viaggio della P-31.
Attorno all'emisfero superiore del serbatoio di idrazina c'era una piattaforma per la strumentazione a forma di anello che trasportava le batterie divise in due pacchi, due trasmettitori UHF da 1,5 watt di potenza, moduli logici per la strumentazione scientifica, ricevitori, decoder, tre convertitori, un amplificatore separatore e la maggior parte degli strumenti scientifici. Due antenne dipolo UHF si protendevano dalla sommità della sfera sul lato opposto dell'ugello del razzo ad iniezione, mentre altre due antenne dipolo UHF e una lunga antenna VLF si protendevano dal fondo della sfera. I trasmettitori operavano ad una frequenza di 378 MHz.
Il controllo termico veniva effettuato grazie a cinquanta piccoli dispositivi elicoidali disposti sulla superficie della sfera e realizzati in materiale riflettente. Ciascuno era costituito da quattro alette poste a livello della superficie della sfera, la quale era dipinta con colore nero, in grado di assorbire il calore. Una bobina sensibile al calore era collegata alle lamelle: un abbassamento del calore avrebbe fatto ruotare le lame in modo da esporre la superficie nera e di conseguenza la sonda si sarebbe riscaldata, mentre un aumento elevato della temperatura avrebbe ruotato le lame in modo da mascherare l'area nera e riflettere la luce e quindi il calore. Anche sulla superficie della sfera furono montate delle unità quadrate che erano in grado di dissipare il calore dall'interno.

## Equipaggiamento a bordo
La strumentazione scientifica di bordo consisteva in una camera a ionizzazione, un contatore Geiger per misurare il flusso totale di radiazione, un rilevatore di radiazioni ad alta energia, uno scintillatore utilizzato per rilevare le radiazioni a bassa energia, uno spettrometro per studiare le Fasce di van Allen e per determinare se la Luna ne possedesse, una ricevente VLF per le onde radio naturali, un transponder per studiare la densità degli elettroni e dei magnetometri. A bordo c'era anche un rilevatore di particelle per studiare gli effetti dei brillamenti solari, un rilevatore di micrometeoriti e uno scanner solare.
L'unica differenza tra la P-31 e la precedente P-30 fu l'aggiunta di un rilevatore a stato solido di protoni a bassa energia e di un'antenna sperimentale posta su un pod attaccato al booster. La massa totale della sonda era di 60 kg e il suo costo finale fu di 9-10 milioni di dollari statunitensi.

## La missione
La sonda venne lanciata su un missile balistico intercontinentale Air Force-Convair Atlas D accoppiato con gli stadi superiori del vettore Thor-Able includendo un terzo stadio Thor-Able a propellente solido. Il veicolo esplose 68 secondi dopo il lancio, ad un'altitudine di circa 12 km, a causa di un malfunzionamento del primo stadio del razzo. La sonda precipitò nell'Oceano atlantico, a circa 12–20 km da Cape Canaveral e si inabissò nel mare ad una profondità di circa 20 metri.